# Jessica Lange

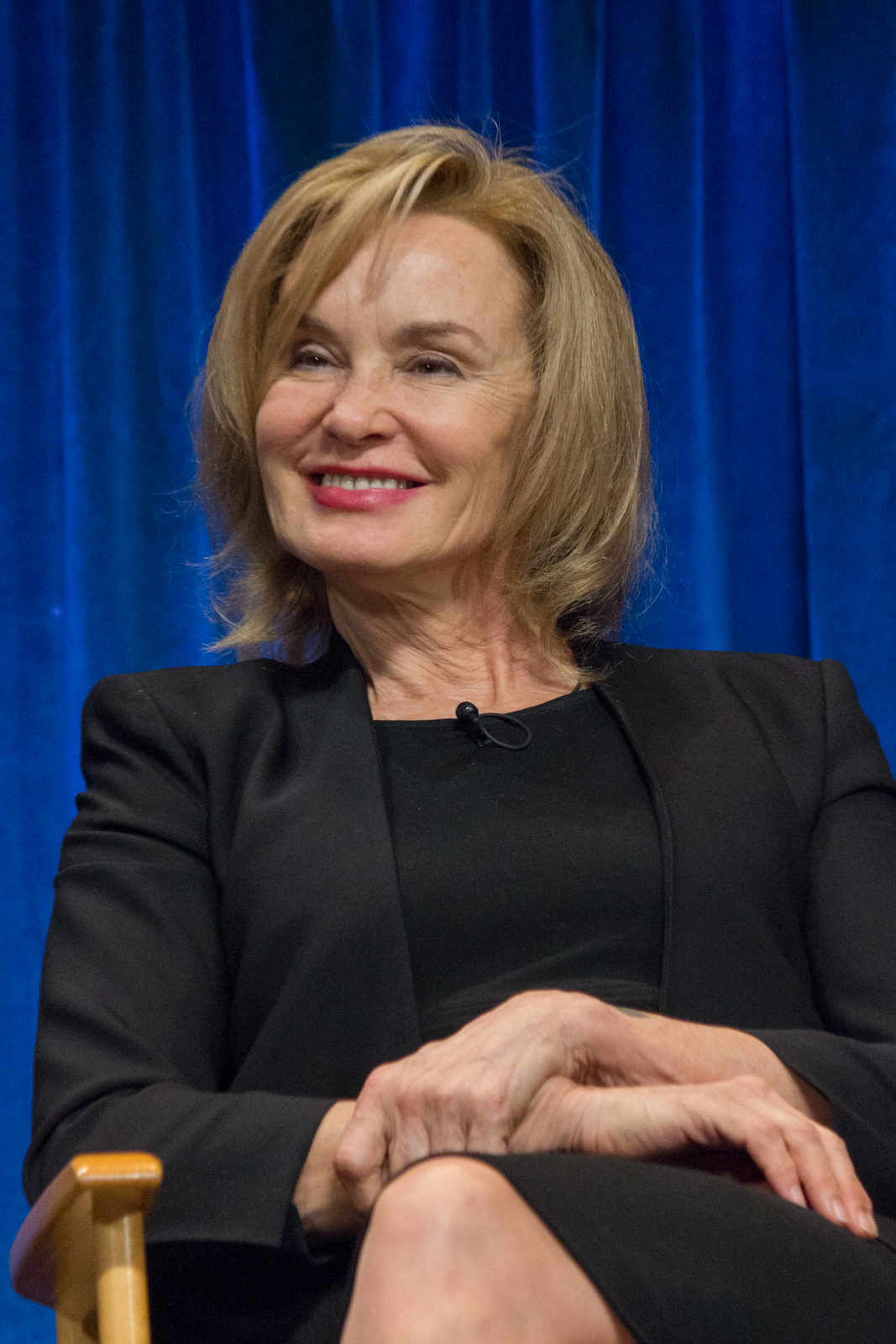
Jessica Lange (2013)

Jessica Phyllis Lange (* 20. April 1949 in Cloquet, Minnesota) ist eine US-amerikanische Schauspielerin. Sie feierte ab 1976 große Erfolge in Film, Fernsehen und Theater und gehört zu den am meisten ausgezeichneten Schauspielerinnen der modernen Zeit. So ist sie unter anderem zweifache Oscar-Preisträgerin, erhielt fünfmal den Golden Globe, dreimal den Emmy und einen Tony Award.

## Leben und Karriere
Lange studierte an der University of Minnesota, bevor sie nach Paris ging, um dort die Schauspielkunst zu erlernen. 1973 kam sie zurück in die USA. Drei Jahre später gab sie ihr Schauspieldebüt in Dino De Laurentiis’ Film King Kong und wurde sogleich mit dem Golden Globe als beste Nachwuchsdarstellerin ausgezeichnet. Lange wurde insgesamt sechs Mal für den Oscar nominiert und gewann ihn dabei zwei Mal. 1983 war sie gleich doppelt nominiert, zum einen für Frances mit Sam Shepard, zum anderen für Tootsie mit Dustin Hoffman, für den sie mit dem Preis ausgezeichnet wurde. Des Weiteren wurde sie für die Filme Country (nominiert 1985), Sweet Dreams (nominiert 1986) und Music Box – Die ganze Wahrheit (nominiert 1990) nominiert, bis sie 1995 ihren zweiten Oscar für Operation Blue Sky erhielt. 1992 gab Jessica Lange an der Seite von Alec Baldwin ihr Broadway-Debüt in Tennessee Williams’ A Streetcar Named Desire.
Von 2011 bis 2015 war sie in American Horror Story und damit zum ersten Mal in einer Fernsehserie zu sehen. Nach eigenem Bekunden hatte sie schon zuvor Angebote für Serien, wollte sich aber nicht über einen zu langen Zeitraum verpflichten. Die eher niedrige Anzahl der Folgen in der Serie gab für sie den Ausschlag, sich in dieser Form ins Horror-Genre vorzuwagen. Für ihre Darstellung wurde sie mehrfach ausgezeichnet, unter anderem mit einem Emmy in den Jahren 2012 und 2014. 2016 erhielt Lange für ihre Darstellung der drogensüchtigen Mary Tyrone in dem Broadway-Revival von Eugene O’Neills Theaterstück Long Day’s Journey Into Night jeweils den Tony Award und den Drama Desk Award als beste Hauptdarstellerin.
Seit den 1990er Jahren ist Lange neben ihrer Schauspielkarriere als Fotografin aktiv. Ihre Fotografien stehen in der Tradition von William Eggleston und Robert Frank, sie selbst bezeichnete Josef Koudelka als Vorbild. Lange veröffentlichte ihre Bilder in Fotobänden und zeigt sie weltweit in Ausstellungen.
Von 1982 bis 2010 war Lange mit dem Schriftsteller, Regisseur und Schauspieler Sam Shepard liiert. Aus der Beziehung gingen zwei Kinder hervor. Aus ihrer früheren Beziehung mit dem Tänzer Mikhail Baryshnikov stammt die Tochter Shura Baryshnikov, die Opernregisseurin und -choreografin geworden ist.

## Filmografie (Auswahl)
- 1976: King Kong
- 1979: Hinter dem Rampenlicht (All That Jazz)
- 1980: Cash Machine (How to Beat the High Cost of Living)
- 1981: Wenn der Postmann zweimal klingelt (The Postman Always Rings Twice)
- 1982: Frances
- 1982: Tootsie
- 1984: Country
- 1985: Sweet Dreams
- 1986: Verbrecherische Herzen (Crimes of the Heart)
- 1988: Ein Leben voller Leidenschaft (Everybody’s All-American)
- 1989: Music Box – Die ganze Wahrheit (Music Box)
- 1990: Verrückte Zeiten (Men Don’t Leave)
- 1991: Kap der Angst (Cape Fear)
- 1992: Night and the City
- 1994: Operation Blue Sky (Blue Sky)
- 1995: Die andere Mutter (Losing Isaiah)
- 1995: Rob Roy
- 1997: Tausend Morgen (A Thousand Acres)
- 1998: Cousine Bette (Cousin Bette)
- 1998: Eisige Stille (Hush)
- 1999: Titus
- 2001: Prozac Nation – Mein Leben mit der Psychopille (Prozac Nation)
- 2003: Eine Frage der Liebe (Normal, Fernsehfilm)
- 2003: Big Fish
- 2003: Masked and Anonymous
- 2005: Don’t Come Knocking
- 2005: Broken Flowers
- 2005: Neverwas
- 2006: Bonneville – Reise ins Glück (Bonneville)
- 2007: Sybil (Fernsehfilm)
- 2009: Die exzentrischen Cousinen der First Lady (Grey Gardens, Fernsehfilm)
- 2011–2015, 2018: American Horror Story (Fernsehserie, 51 Folgen)
- 2012: Für immer Liebe (The Vow)
- 2013: In Secret – Geheime Leidenschaft (In Secret)
- 2014: The Gambler
- 2016: Horace and Pete (Webserie, 3 Folgen)
- 2016: Wild Oats
- 2017: Feud – Die Feindschaft zwischen Bette und Joan (Feud: Bette and Joan, Fernsehserie, 8 Folgen)
- 2019: The Politician (Fernsehserie, 8 Folgen)
- 2022: Marlowe
- 2024: The Great Lillian Hall

## Auszeichnungen
Oscar
- 1983: Nominierung in der Kategorie Beste Hauptdarstellerin für Frances
- 1983: Auszeichnung in der Kategorie Beste Nebendarstellerin für Tootsie
- 1985: Nominierung in der Kategorie Beste Hauptdarstellerin für Country
- 1986: Nominierung in der Kategorie Beste Hauptdarstellerin für Sweet Dreams
- 1990: Nominierung in der Kategorie Beste Hauptdarstellerin für Music Box – Die ganze Wahrheit
- 1995: Auszeichnung in der Kategorie Beste Hauptdarstellerin für Operation Blue Sky

British Academy Film Award
- 1984: Nominierung in der Kategorie Beste Hauptdarstellerin für Tootsie

Emmy
- 1996: Nominierung in der Kategorie Beste Hauptdarstellerin in einer Miniserie oder einem Special für A Streetcar Named Desire
- 2003: Nominierung in der Kategorie Beste Hauptdarstellerin in einer Miniserie oder einem Film für Normal
- 2009: Auszeichnung in der Kategorie Beste Hauptdarstellerin in einer Miniserie oder einem Film für Grey Gardens
- 2012: Auszeichnung in der Kategorie Beste Nebendarstellerin in einer Miniserie oder einem Fernsehfilm für American Horror Story: Murder House
- 2013: Nominierung in der Kategorie Beste Hauptdarstellerin in einer Miniserie oder einem Film für American Horror Story: Asylum
- 2014: Auszeichnung in der Kategorie Beste Hauptdarstellerin in einer Miniserie oder einem Fernsehfilm für American Horror Story: Coven
- 2015: Nominierung in der Kategorie Beste Hauptdarstellerin in einer Miniserie oder einem Fernsehfilm für American Horror Story: Freak Show
- 2017: Nominierung in der Kategorie Beste Hauptdarstellerin in einer Mini-Serie für Feud
- 2019: Nominierung in der Kategorie Beste Gastdarstellerin in einer Dramaserie für American Horror Story: Apocalypse

Golden Globe Award
- 1977: Auszeichnung in der Kategorie Beste Nachwuchsdarstellerin für King Kong
- 1983: Nominierung in der Kategorie Beste Hauptdarstellerin – Drama für Frances
- 1983: Auszeichnung in der Kategorie Beste Nebendarstellerin für Tootsie
- 1985: Nominierung in der Kategorie Beste Hauptdarstellerin – Drama für Country
- 1990: Nominierung in der Kategorie Beste Hauptdarstellerin – Drama für Music Box – Die ganze Wahrheit
- 1993: Nominierung in der Kategorie Beste Hauptdarstellerin – Miniserie oder Fernsehfilm für O Pioneers!
- 1995: Auszeichnung in der Kategorie Beste Hauptdarstellerin – Drama für Operation Blue Sky
- 1996: Auszeichnung in der Kategorie Beste Hauptdarstellerin – Miniserie oder Fernsehfilm für A Streetcar Named Desire
- 1998: Nominierung in der Kategorie Beste Hauptdarstellerin – Drama für Tausend Morgen
- 2004: Nominierung in der Kategorie Beste Hauptdarstellerin – Miniserie oder Fernsehfilm für Normal
- 2009: Nominierung in der Kategorie Beste Hauptdarstellerin – Miniserie oder Fernsehfilm für Grey Gardens
- 2012: Auszeichnung in der Kategorie Beste Nebendarstellerin – Serie, Mini-Serie oder TV-Film für American Horror Story
- 2013: Nominierung in der Kategorie Beste Hauptdarstellerin – Mini-Serie oder TV-Film für American Horror Story
- 2014: Nominierung  in der Kategorie Beste Hauptdarstellerin – Mini-Serie oder TV-Film für American Horror Story
- 2015: Nominierung in der Kategorie Beste Hauptdarstellerin – Mini-Serie oder TV-Film für American Horror Story
- 2018: Nominierung in der Kategorie Beste Hauptdarstellerin – Mini-Serie oder TV-Film für Feud

Screen Actors Guild Award
- 1995: Nominierung in der Kategorie Beste Hauptdarstellerin für Operation Blue Sky
- 2010: Nominierung in der Kategorie Beste Darstellerin in einem Fernsehfilm oder Miniserie für Grey Gardens
- 2012: Auszeichnung in der Kategorie Beste Darstellerin in einer Dramaserie für American Horror Story
- 2013: Nominierung in der Kategorie Beste Darstellerin in einer Dramaserie für American Horror Story
- 2014: Nominierung in der Kategorie Beste Darstellerin in einer Dramaserie für American Horror Story
- 2018: Nominierung in der Kategorie Beste Darstellerin in einem Fernsehfilm oder Miniserie für Feud

Saturn Awards
- 2012: Nominierung in der Kategorie Beste TV-Hauptdarstellerin für American Horror Story
- 2013: Nominierung in der Kategorie Beste TV-Nebendarstellerin für American Horror Story
- 2014: Nominierung in der Kategorie Beste TV-Hauptdarstellerin für American Horror Story
- 2015: Nominierung in der Kategorie Beste TV-Hauptdarstellerin für American Horror Story

Tony Award
- 2016: Auszeichnung in der Kategorie Beste Hauptdarstellerin für Eines langen Tages Reise in die Nacht

Goldene Himbeere
- 1999: Nominierung in der Kategorie Schlechteste Schauspielerin für Eisige Stille

Boston Society of Film Critics Award
- 1982: Auszeichnung in der Kategorie Beste Nebendarstellerin für Tootsie

Filmfest München
- 2024: CineMerit Award[7]

## Veröffentlichungen (Auswahl)
- 50 Photographs. powerHouse Books, New York 2008, ISBN 978-1-57687-453-0
- Highway 61. powerHouse Books, New York 2019, ISBN 978-1-57687-937-5
- Dérive. powerHouse Books, New York 2023, ISBN  978-1648230226